# سابرينا جونز
سابرينا جونز (بالإنجليزية: Sabrina Jones)‏ هي فنانة قصص مصورة أمريكية، ولدت في 6 أكتوبر 1960 في فيلادلفيا في الولايات المتحدة.